# Aleksej Selivjorstov
Aleksej Nikolajevitsj Selivjorstov (Russisch: Алексей Николаевич Селивёрстов) (Oefa, 24 juli 1976) is een Russische bobsleeër.
Seliverstov won zijn eerste internationale medaille als onderdeel van het team van Aleksandr Zoebkov, waarmee hij samen met verder Sergej Goloebev en Dmitri Stepoesjkin tweede werd op het wereldkampioenschap 2005 in de viermansbob.
Op de Olympische Winterspelen 2006 kwam hij eveneens met piloot Zoebkov uit in de viermansbob. Op die Spelen werd het team aangevuld met Filipp Jegorov en Aleksej Vojevoda. Na de eerste van de vier runs lag zijn team op de tweede plaats. Deze positie wisten ze zonder al te veel problemen te behouden. In de vierde en laatste run waren ze de snelste van alle sleeën en kwamen ze nog dicht in de buurt van het goud. Uiteindelijk kwamen ze 0.13 seconden tekort om de olympische titel op te eisen en werd er beslag gelegd op de zilveren medaille.
| Logo van de Olympische Spelen | Goud | Zilver | Brons | Logo van de Olympische Spelen |
|                               | 0    | 1      | 0     |                               |